# Xysticus macedonicus
Xysticus macedonicus là một loài nhện trong họ Thomisidae.
Loài này thuộc chi Xysticus. Xysticus macedonicus được miêu tả năm 1944 bởi Silhavy.